# Вознесенский, Сергей Александрович
Сергей Александрович Вознесенский (18 ноября 1892, с. Пешелань Арзамасского уезда Нижегородской губ. — 6 августа 1958, Москва) — один из учеников и помощников Н.А.Шилова, участвовавших в создании первых образцов отечественного противогаза в Российской империи и РСФСР. Учёный в области адсорбционных процессов, основатель уральской научной радиохимической школы, доктор химических наук, профессор.
Наряду с В. Г. Хлопиным, Б. А. Никитиным, А. П. Ратнером, И. Е. Стариком, Б. В. Курчатовым, Г. Н. Яковлевым, В.И Гребенщиковой является основоположником отечественной радиохимии в СССР.

## Биография
Закончил Московский коммерческий институт со степенью коммерческого инженера 1-го разряда (1918). Профессор (1927). Доктор химических наук (1936). Работал преподавателем химии в Пензе (институте народного образования, 1919 г.); аспирант кафедры физической химии МВТУ; в тот же период работал на Московской санитарной станции. Выполнял исследования в области физикохимии адсорбции под руководством Н. А. Шилова вместе с другими аспирантами, М. М. Дубининым, А. В. Киселёвым, К. В. Чмутовым, Л.К. Лепинь. 
Преподаватель кафедры физической химии МВТУ (с 1921). Выезжал в Германию для знакомства с технологиями по очистке промышленных стоков. Участвовал в Международном Бунзеновском съезде химиков в Берлине (1923, 1927, 1929). Доцент (1927), профессор (1929) кафедры коллоидной химии Московского высшего технического училища, МВТУ. Заведующий кафедрой аналитической химии, затем — заведующий кафедрой неорганической химии МВТУ (1930). В связи с преобразованием химического факультета МВТУ в Военную академию химической защиты им. К. Е. Ворошилова НКВД (1932) становится начальником кафедры неорганической химии академии в звании бригинженер (генерал-майор). В 1942 году осужден по ложному доносу «за участие в антисоветской организации», отбывал срок в химической группе лаборатории 4-го Спецотдела МГБ СССР, спец. лаборатории 1-го Главного управления при Совете Министров СССР. С 1946 года — руководитель одного из двух отделов Лаборатории «Б» 9 Управления НКВД СССР. Научный руководитель Лаборатории «Б» — Николаус Риль, руководитель радиохимического отдела (1946) — С. А. Вознесенский, руководитель второго, биофизического отдела — Н. В. Тимофеев-Ресовский) . Работал в Лаборатории «Б» в период 1946-1954 гг. Реабилитирован (1953). Заведующий кафедрой радиохимии физико-технического факультета Уральского политехнического института им. С. М. Кирова (1954—1958).
Переехал в Москву в связи с организацией Института по проблемам обезвреживания и захоронения радиоактивных отходов (1959).
Ученик Н. А. Шилова. Участник испытаний первого мировой практике фильтрующего противогаза и первых испытаний технологии уничтожения химических боеприпасов в СССР под руководством Н. А. Шилова. Крупный специалист в области химии соединений фтора. Один из первых отечественных химиков-экологов. Первым использовал в радиохимической практике переработки жидких радиоактивных отходов сульфакатиониты, природные неорганические цеолиты и карбонаты. Автор идеи применения глубоких изолированных геологических пластов залегания для захоронения жидких высокоактивных отходов. Являясь заведующим кафедрой радиохимии УПИ им. С.М. Кирова, организовал первую отраслевую лабораторию Минсредмаша(п/я 329) по обезвреживанию радиоактивных отходов. Основатель Уральской радиохимической школы . Воспитал большое число инженеров, кандидатов и докторов наук, специалистов в области радиоэкологии, радиохимии, физикохимии сорбционных процессов, рационального природопользования. Среди учеников — уральцев: В. В. Пушкарёв, В. Ф. Багрецов, В. В. Вольхин, Ю. В. Егоров и др. Член экспертной комиссии при Комитете по высшей школе СССР.
Автор более 100 печатных работ и монографий, патентов (авторских свидетельств СССР).